# Курдюмов, Николай Васильевич
Николай Васильевич Курдюмов (1885— 19 сентября 1917) — российский энтомолог, один из основателей сельскохозяйственной энтомологии в Украине

## Биография
Николай Васильевич Курдюмов родился в 1885 году и происходил из дворянского рода Курской губернии.
Став студентом агрономического отделения Киевского политехнического института, он по приглашению энтомолога И. В. Емельянова летом 1907 года проходил практику в Харьковской губернии в должности «временного энтомолога». Его задачей было изучение бабочек, вредящих плодовым садам: боярышницы и златогузки. Одновременно он, по собственной инициативе, исследовал вредителей местных полей, в частности озимую совку. Биология последней стала темой его работы и летом следующего года. Результаты этих основательных исследований вышли в виде отдельной брошюры. Дипломная работа, созданная на её основе, получила чрезвычайно высокую оценку в университете.
Это дало Н. Курдюмову возможность по окончании университетского курса (1909) посетить энтомологические учреждения США. Более месяца он провел в штате Огайо, изучая организацию опытного дела и реализацию конкретных проектов. Особенно его заинтересовал завоз из Европы паразитических насекомых для борьбы с интродуцированными в фауну Северной Америки вредителями — золотогузкой и непарным шелкопрядом. Курдюмов был взят на работу сотрудником-корреспондентом Вашингтонского энтомологического бюро. Впоследствии по поручению последнего он присылал из России американским коллегам насекомых — паразитов сельскохозяйственных вредителей.
После возвращения в Россию Курдюмов возглавил вновь созданный отдел энтомологии Полтавской сельскохозяйственной опытной станции. Он приложил немало усилий по организации работы и обустройства этого отдела. По его ходатайству на станции построили инсектарий, вегетационный домик, по его собственному проекту изготовили шестикамерный термостат. В начале 1914 г. Николая Васильевича отправили в Западную Европу. Он посетил научные учреждения скандинавских стран, Франции, Венгрии. Он изучал коллекции перепончатокрылых насекомых в Вене и Британском музее.
Сразу после начала Первой мировой войны он добровольцем ушёл на фронт. Даже здесь он находил время для энтомологических наблюдений, результаты которых присылал для обработки в Полтаву А. В. Знаменскому. Из его писем видно, что он интересовался итогами 2-го Всероссийского съезда энтомологов и рассуждал о дальнейшем развитии энтомологии в стране.
Позднее, демобилизовавшись, он поступил на службу в общественную организацию Всероссийский земский союз помощи больным и раненым воинам. В свободное время он занимался энтомологией. Полученные результаты он посылал в Полтаву А. Знаменскому и публиковал.
7 сентября 1917 г. Н. В. Курдюмов умер (вероятно — в Минске).

## Научная деятельность
Основные исследования Н. В. Курдюмова посвящены биологии насекомых, наносящих вред полевым, огородным и садовым сельскохозяйственным культурам. Среди объектов его изучения — тли, трипсы, злаковые пилильщики, шведские мухи, листоеды, долгоносики, полужесткокрылые. Опираясь на результаты наблюдений и опытов, Николай Васильевич разрабатывал способы контроля их численности и снижения ущерба от их деятельности. Например, он установил, что личинки эвритомиды Bruchophagus gibbus питаются семенами клевера, а не являются паразитами долгоносиков из рода Apion как считалось до того. Н. Курдюмов обосновал новые для того времени методы контроля численности насекомых — комплексы агротехнических мероприятий и использование паразитических насекомых (так называемый биометод), включая их искусственное разведение. Он разработал ряд оригинальных устройств для наблюдения за насекомыми. Для исследований Н. Курдюмова характерна глубина изучения. В частности, он исследовал анатомию насекомых, описывал новые для науки таксоны. В общем, в творческом наследии ученого — 44 публикации по различным аспектам энтомологии.
Николай Васильевич собрал огромную энтомологическую коллекцию (более 30 000 насекомых и поврежденных ими растений) и огромную библиотеку научной литературы (более 3000 томов), значительную часть которой составляли труды, опубликованные в Западной Европе и Северной Америке. Коллекция хранится в Полтавском Музее истории опытного поля.
Н. Курдюмов был членом общества естествоиспытателей при Харьковском университете (1907), Киевского общества любителей природы (1908), Полтавского сельскохозяйственного общества (1910), Американской ассоциации прикладных энтомологов и Общества деятелей прикладной энтомологии.
В честь учёного назван ряд видов перепончатокрылых, трипсов, тлей. В 2011 году на базе кафедры экологии и ботаники Полтавской государственной аграрной академии состоялась научная конференция «Курдюмовские чтения». К 100-летию смерти учёного опубликована статья, посвященная его памяти.